# تاکاتادا ایهارا
تاکاتادا ایهارا (انگلیسی: Takatada Ihara; ۶ ژوئن ۱۹۲۹ – ۱۴ سپتامبر ۲۰۱۴) کارگردان فیلم، و تهیه‌کننده تلویزیونی اهل ژاپن بود.